# Johann Lukas Hedwig
Johann Lukas Hedwig (Höltövény, 1802. augusztus 5. – Brassó, 1849. január 8.) zeneszerző. Korának legtehetségesebb szász zeneszerzője és zenésze volt. Az erdélyi szász himnusz komponistája, melynek szövegírója Maximilian Leopold Moltke.

## Élete
Földműves család gyermekeként született Höltövényen. A helyi iskolában zenetanára, Georg Rheind korán felismerte tehetségét, és lehetőségeihez mérten támogatta. 1812-ben, tíz éves korában Hedwig Brassóba költözött és beiratkozott a brassói gimnáziumba. Már ekkor kisebb zenedarabokat komponált, amelyeket barátaival együtt elő is adott. A gimnáziumban a fiúkórusban énekelt és Hermann Lukas városi kántor tanítványa volt. Megtanult hegedűn, nagybőgőn és néhány fúvós hangszeren játszani.
1819-ben, 17 éves korában Bécsbe utazott zenei tanulmányai folytatására, ahol A. Jekelnél (opera), J. Drechslernél és J. Blumenthalnál (basso continuo, zeneszerzés, hegedű) tanult. A nagy távolság ellenére folyamatosan tartotta a kapcsolatot szülőhelyével, különösen egykori tanárával, Rheinddel, és több kórusművet küldött neki, melyek ősbemutatói Höltövényen voltak (ahol valószínűleg 1820 körül alakult kórus). Bécsi tanulmányai alatt zenészként dolgozott, hogy eltartsa magát, és kisebb báltermekben, színházakban, vendégházakban adott elő. 1823-ban zenészi állást ajánlottak neki a Hofopernél (udvari opera), ezen felül zeneoktatást is vállalt. 1836-ban összeházasodott Josefa Karrerrel.
1840-ben meghívták Brassóba a Fekete templom kántori és zenei vezetői állására, illetve a Honterus-gimnáziumba zenetanárnak. 1844-től ő vezette az énekosztályokat a brassói zeneiskolában. Kántorként, zenetanárként és zeneszerzőként a brassói zenei élet meghatározó egyénisége volt.
Felesége, Josefa 1844-ben elhunyt, a következő évben pedig megházasodott Charlotte Teutsch-csal. 1848 december végén a szászhermányi csatában a polgárőrség oldalán harcolva tífuszban betegedett meg, és rövid időn belül elhunyt. A brassói evangélikus temetőben hantolták, el, azonban sírja közel 75 évig ismeretlen maradt, míg 1924-ben Josef Gräf ékszerész sírkövet emeltetett neki.

## Munkássága
Korának legtehetségesebb szász zeneszerzőjeként és zenészeként tartják számon, továbbá a klasszikus korszak egyetlen kiemelkedő erdélyi zeneszerzőjeként. Erős hatással volt rá a bécsi klasszika, különösen Joseph Haydn, Wolfgang Amadeus Mozart és Ludwig van Beethoven munkássága. Főként Haydn ihlette meg, felismerhető a nagy Haydn-oratóriumok hatása, ugyanakkor Hedwig személyiségében is hasonlított Haydnhez: szerény, természetszerető és istenhívő lelkület; derűs, gyermeki temperamentum.
Ismert műve a Húsvéti kantáta (Osterkantate) amely „a vidéki Barcaság evangélikus templomainak istentiszteletein való használatra” készült. Ezt tükrözi a dallamhangsúlyos és harmóniai szempontból meglehetősen egyszerű zenei nyelvezet: vidéken – ahol a zene nem a legmagasabb színvonalú, de igen kedvelt dolog volt – szívesen fogadták. Eredetileg szólókra, kórusra és orgonára írta; később zenekari szólamot is hozzáadott. Szövegét Christian Heyser, bécsi evangélikus prédikátor írta.
1845-ben felkérték, hogy a Fekete templom új, Buchholz-orgonájának felavatásához írjon egy ünnepi kantátát. A mű, melynek címe Der Allmacht Wunder (A Mindenható csodája) befejezetlen maradt (a tervezett 23 tételből csak 10 készült el), de így is a kortársak által a legnagyobbra értékelt darabja volt. Legismertebb kompozíciója azonban a Siebenbürgenlied, az „erdélyi himnusz”, melynek szövegét Maximilian Leopold Moltke írta 1846-ban. Hedwig a dallamot már 1845-ben megírta a Hirscher-bazár megnyitásának 300. évfordulója alkalmából rendezett ünnepségre, azonban 1846. május 27-én átírta férfikórusra a Siebenbürgenliedhez. A dal 1846. június 1-én megjelent nyomtatásban és igen népszerű lett az erdélyi szászok körében, minden eseményen és összejövetelen énekelték. A magyarok és a románok sosem fogadták el a himnuszt magukénak, annak ellenére hogy Moltke szándéka az volt, hogy az összes erdélyi nép a magáénak tekintse azt.
Életművének zöme egyházi és világi vokális művekből áll, emellett zongoradarabok, kisebb zenekari művek, egy befejezetlen operett és egy bohózat is szerepelnek benne. Művei ma – még erdélyi viszonylatban is – kevéssé ismertek, de életében gyakran játszották őket. A 20. század végéig Hedwig alkotásaiból alig néhányat nyomtattak ki, és még a Fekete Templom levéltárában vagy a höltövényi egyházi archívumban is csak néhány másolat található. Az 1997-ben megalapított karlsruhei MusikNoten-Verlag Latzina céljául tűzte ki Hedwig összes elérhető művének kiadását.

### Művei
- Pfingstchor (1821), pünkösdi kantáta Luther Márton szövegére
- Heiliges Lied (1823)
- Loblied zu Ehren Gottes (1827), a höltövényi templom számára
- Osterkantate (1830), kompozíció kórusra és zenekarra, Christian Heyser szövegével
- Die Allmacht Gottes (1833)
- Siebenbürgenlied (1845)
- Der Allmacht Wunder (1845-1848)
- Der 1. Psalm. Wohl denen die nicht wandeln im rat der Gottlosen, zsoltár énekkarra és zenekarra
- Leichenkantate
- Festlied
- Das Gebet des Herrn (Vaterunser) (Az Úr imája – Miatyánk), kórusmű vegyeskarra
- Der Herr ist König, nagykórusra
- Lobet ihr Knechte: aus Psalm 113 und 117, zsoltár vegyeskarra és zenekarra
- Hat halotti ének

## Képek

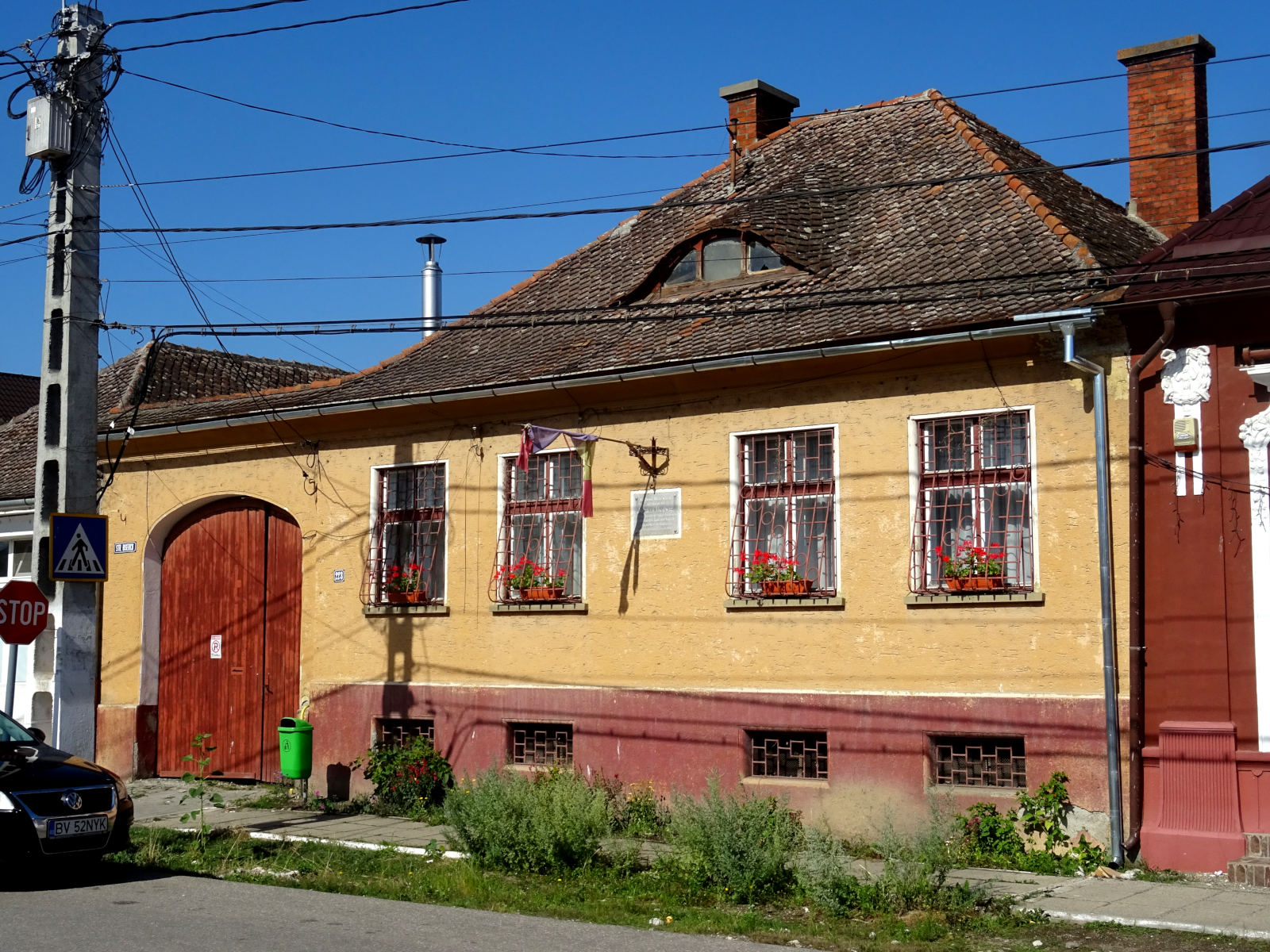
A szülőháza helyén ma álló épület
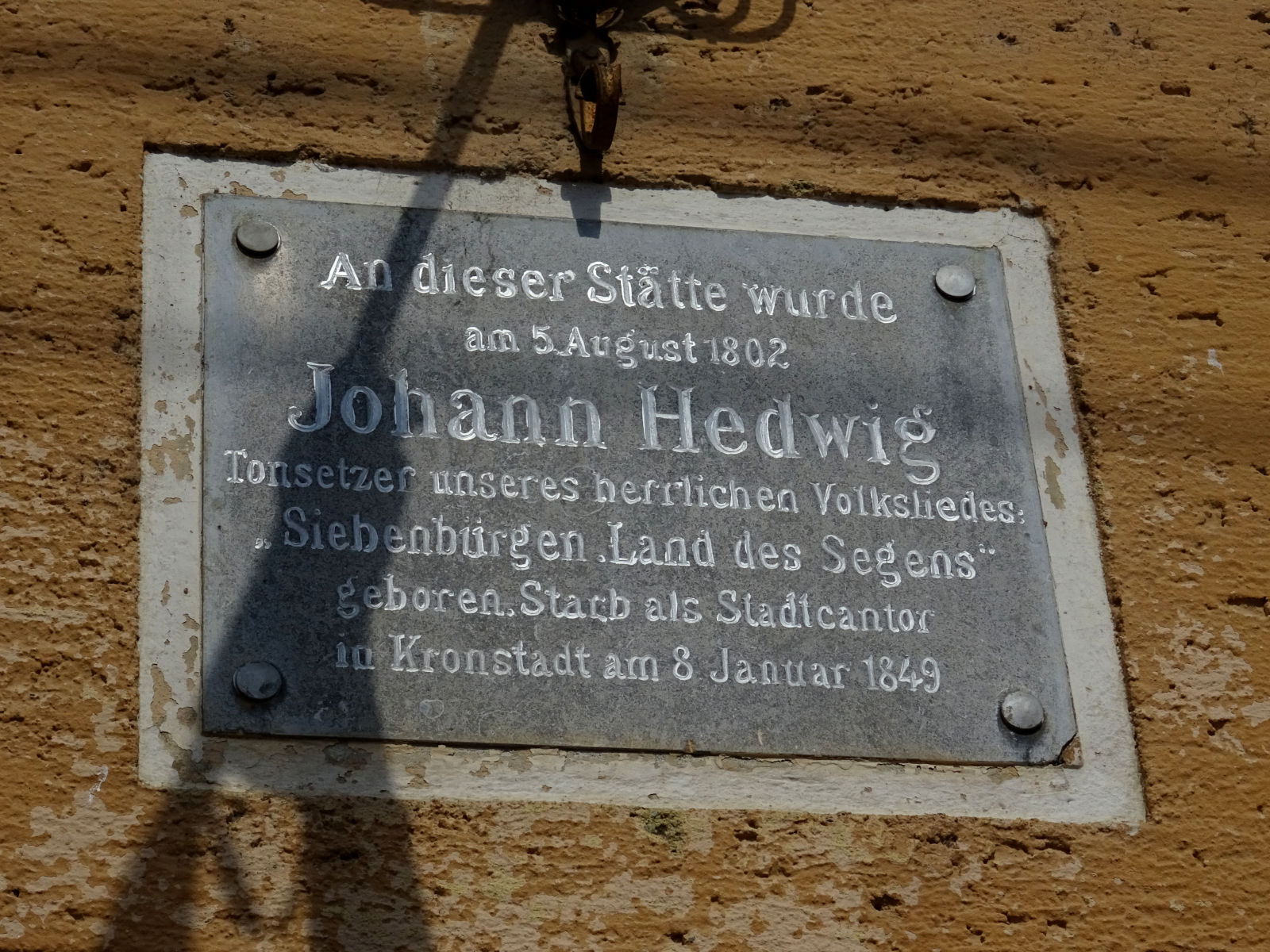
Emléktábla az épületen
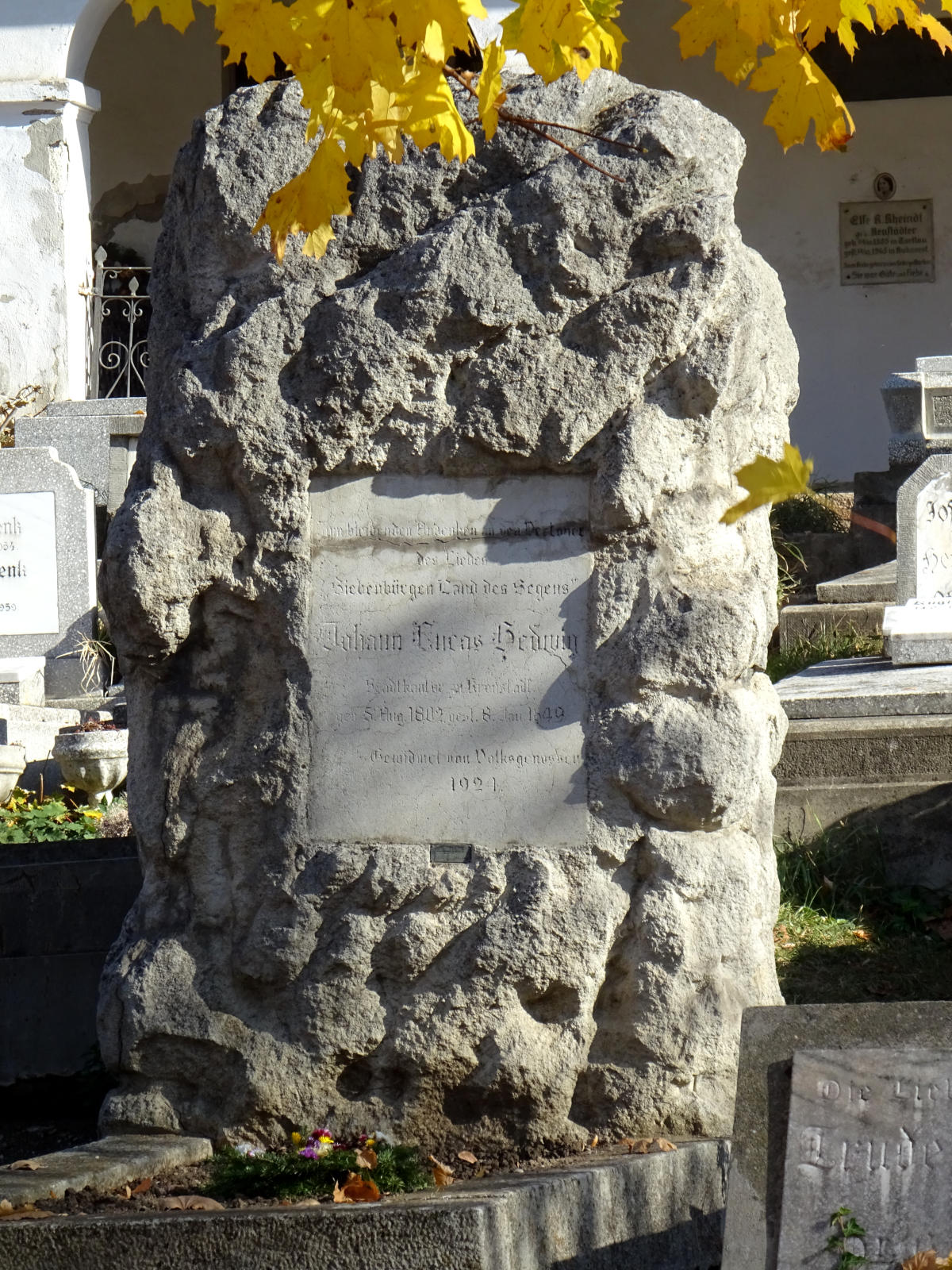
Sírja a brassói temetőben

## Külső hivatkozások
- M. Moltke, J. Hedwig: Siebenbürgenlied. Youtube. (Hozzáférés: 2023. július 23.)
- Johann Lukas Hedwig: Der Allmacht Wunder. Youtube. (Hozzáférés: 2023. július 23.)